# Kreuzberg (Ahr)
Kreuzberg ist ein Ortsteil der Gemeinde Altenahr im rheinland-pfälzischen Landkreis Ahrweiler.

## Lage
Kreuzberg liegt im Ahrtal, benachbart zu dem Ahrbrücker Ortsteil Pützfeld im Süden und dem Altenahrer Ortsteil Altenburg im Osten.
Es ist umgeben von den Erhebungen Ditschhardt (354 m ü. NHN) im Nordosten, Lingenberg (242,6 m ü. NHN) im Osten, Pützberg (374,7 m ü. NHN) im Südwesten und Stauffenburg (277 m ü. NHN) im Nordwesten.
Durch Kreuzberg fließt die Ahr, in die hier auch Sahrbach und Vischelbach münden.

## Geschichte

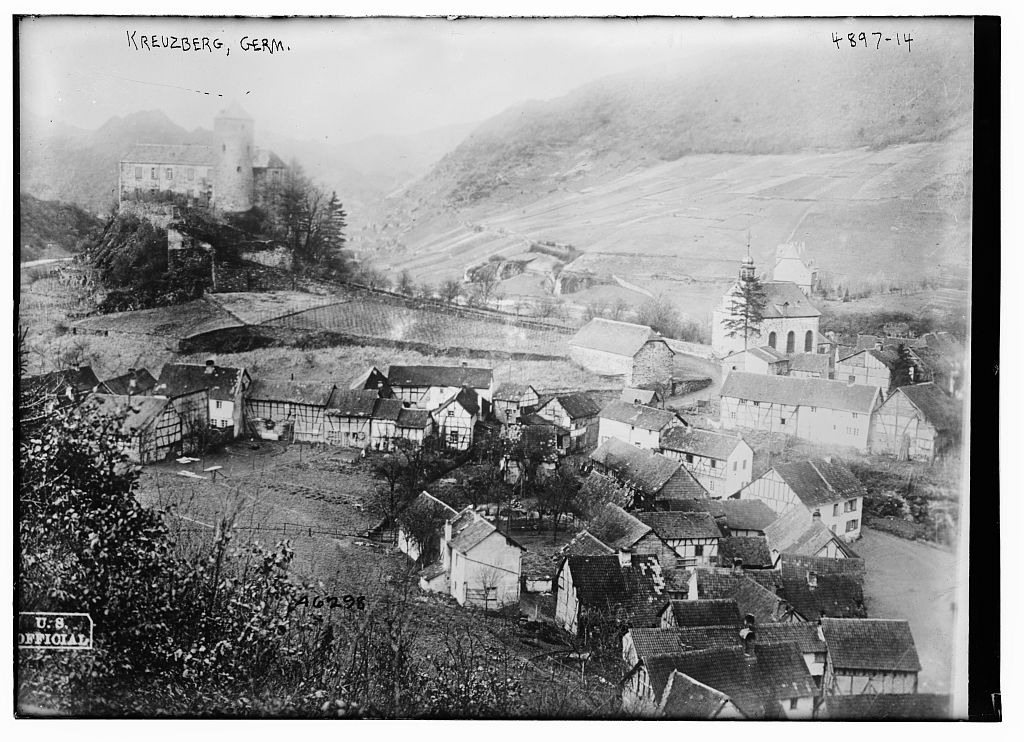
Das alte Kreuzberg

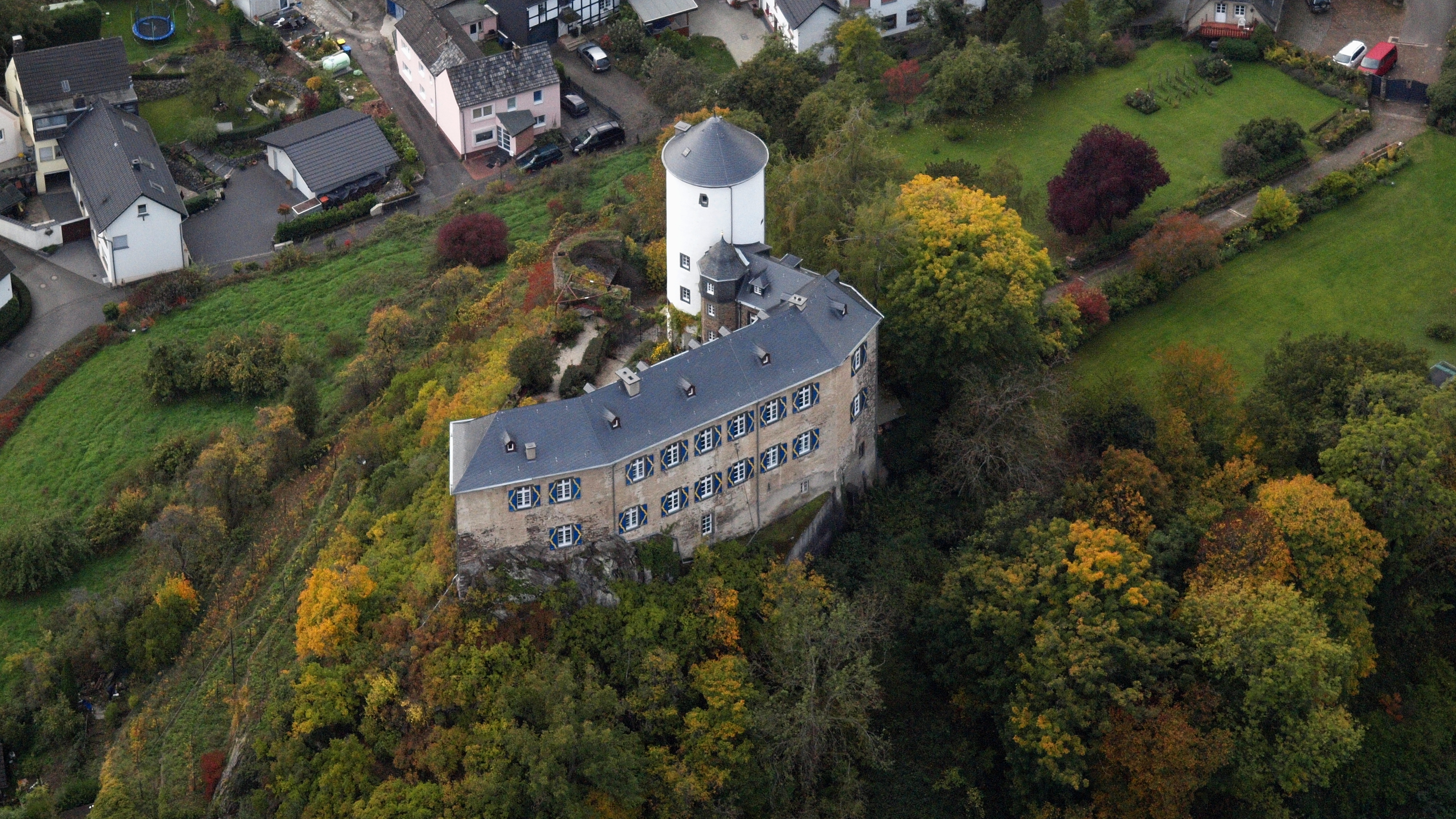
Burg Kreuzberg

Der Ort „Cruciberge“ wurde bereits 893 erwähnt. Er gehörte zum Besitz des Klosters Prüm. Die Vorfahren der späteren Grafen von Are erwarben es um 963.
Am 7. Juni 1969 wurde die bis dahin selbständige Gemeinde Kreuzberg mit 560 Einwohnern nach Altenahr eingemeindet.
An der 1888 gebauten Bahnstrecke nach Adenau erhielt Kreuzberg 1901 einen Haltepunkt. Der Betrieb des um 1918 gebauten Bahnbetriebswerkes Kreuzberg mit zeitweise über 100 Mitarbeitern endete 1987.
Im Februar 1988 ereignete sich am Lingenberg ein Felssturz, von dem die Bundesstraße 257 und die angrenzende Bahnlinie verschüttet wurden.

## Politik

### Ortsbezirk
Kreuzberg ist der einzige Ortsbezirk der Gemeinde Altenahr. Er wird durch einen Ortsbeirat und eine Ortsvorsteherin vertreten.
Zum Ortsbezirk gehört das Gebiet der ehemaligen Gemeinde Kreuzberg, die Straßen Am Brunnen und Vischeltal, sowie die Häuser Kreuzberger Straße 45 und 46.
Der Ortsbeirat besteht aus sieben Mitgliedern und der ehrenamtlichen Ortsvorsteherin als Vorsitzender.
Anke Hupperich (FWG) ist seit 2019 Ortsvorsteherin von Kreuzberg.
Sie wurde im Juni 2024 wiedergewählt.
Hupperichs Vorgängerin Christine Auster (SPD) hatte das Amt seit 2009 ausgeübt.

## Kultur und Sehenswürdigkeiten
Den Ort überragt die Burg Kreuzberg mit der Kapelle St. Antonius.

## Tourismus
Der Ahr-Radweg und der Ahrsteig führen durch Kreuzberg. Durch die Hochwasserkatastrophe im Juli 2021 ist der Tourismus jedoch völlig zum Erliegen gekommen.

## Verkehr

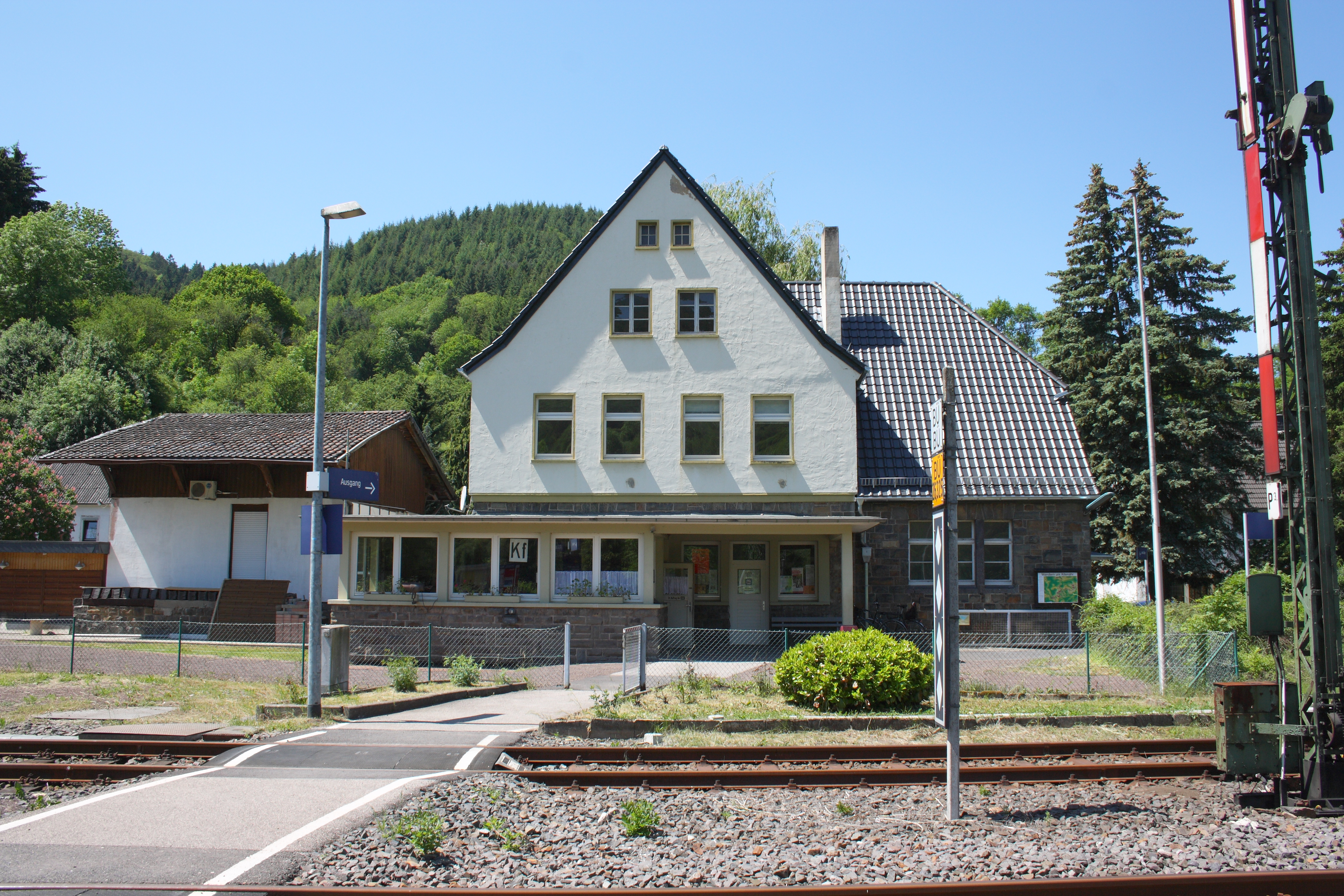
Bahnhof mit Stellwerk (2012)

### Schiene
Der Bahnhof Kreuzberg liegt an der Unteren Ahrtalbahn (KBS 477) Remagen – Ahrbrück, auf der im Personennahverkehr die „Rhein-Ahr-Bahn“ (RB 30) verkehrt.
| Linie | Linienverlauf | Takt   |
| ----- | --- | ------ |
| RB 30 | Rhein-Ahr-Bahn: Bonn Hbf – Bonn UN Campus – Bonn-Bad Godesberg – Bonn-Mehlem – Oberwinter – Remagen – Bad Bodendorf – Heimersheim – Bad Neuenahr – Ahrweiler – Ahrweiler Markt – Walporzheim (– Dernau – Rech – Mayschoß – Altenahr – Kreuzberg (Ahr) – Ahrbrück) bis Ende 2025 wegen Hochwasserschäden nur bis Walporzheim, der weitere Streckenverlauf bis Ahrbrück ist seit Juli 2021 nicht mehr befahrbar Stand: Fahrplanwechsel Dezember 2021 | 60 min |

### Straße
Der Ort wird erschlossen durch die Bundesstraße 257, die bei Kreuzberg unter dem Lingenberg als Tunnel geführt wird und durch die Landesstraße 76, die hier an der B 257 endet.

## Mit Kreuzberg verbunden
- Albrecht Freiherr von Boeselager (* 1949)
- Philipp Freiherr von Boeselager (1917–2008), Widerstandskämpfer
- Rudolf P. Schneider (* 1959), Bildhauer, Maler, Restaurator